# Universitas 21
Nacida en 1997, Universitas 21 es una red internacional de universidades de investigación intensiva, establecida como “un punto de referencia internacional y de recursos para el pensamiento estratégico en asuntos de importancia global”. Juntas, las universidades miembros cuentan con más de 1,000,000 estudiantes y 40,000 profesores e investigadores, y más de 2 millones de egresados.
Actualmente 25 universidades pertenecen a Universitas 21, repartidas en 17 países y territorios alrededor del mundo.
La colaboración entre universidades es llevada a cabo en varios niveles: investigación a nivel profesional y posgrado, compartir experiencias y buenas prácticas, así como programas de intercambio estudiantil, a través del U21 Student Mobility Programme
Esta red universitaria fundó en el 2001, junto con Thomson Learning una universidad en línea, llamada Universitas 21 Global, con sede en Singapur. Esta universidad virtual tiene sus oficinas centrales en Charlottesville, Virginia, cerca del campus histórico de la Universidad de Virginia.

## Universidades miembros de U21
| Continente        | País                                  | Institución |
| ----------------- | ------------------------------------- | --- |
| África            | Bandera de Sudáfrica                  | University of Johannesburg |
| América del Norte | Bandera de Canadá                     | McMaster University |
| América del Norte | Bandera de México                     | Tecnológico de Monterrey |
| América del Norte | Bandera de Estados Unidos             | University of California, Davis University of Connecticut University of Illinois Urbana-Champaign University of Maryland, College Park |
| América del Sur   | Bandera de Chile                      | Pontificia Universidad Católica de Chile                                                                                               |
| Asia              | Bandera de la República Popular China | Fudan University Shanghai Jiao Tong University                                                                                         |
| Asia              | Bandera de Hong Kong                  | University of Hong Kong |
| Asia              | Bandera de la India                   | University of Delhi |
| Asia              | Bandera de Indonesia                  | Universitas Gadjah Mada |
| Asia              | Bandera de Japón                      | Waseda University |
| Asia              | Bandera de Singapur                   | National University of Singapore |
| Asia              | Bandera de Corea del Sur              | Korea University |
| Europa            | Bandera de Bélgica                    | KU Leuven |
| Europa            | Bandera de Irlanda                    | University College Dublin |
| Europa            | Bandera de los Países Bajos           | University of Amsterdam |
| Europa            | Bandera de Suecia                     | Lund University |
| Europa            | Bandera de Suiza                      | University of Zurich |
| Europa            | Bandera del Reino Unido               | University of Birmingham University of Edinburgh University of Glasgow University of Nottingham                                        |
| Oceanía           | Bandera de Nueva Zelanda              | University of Auckland |
| Oceanía           | Bandera de Australia                  | University of Melbourne University of New South Wales University of Queensland University of Sydney                                    |